# LOL

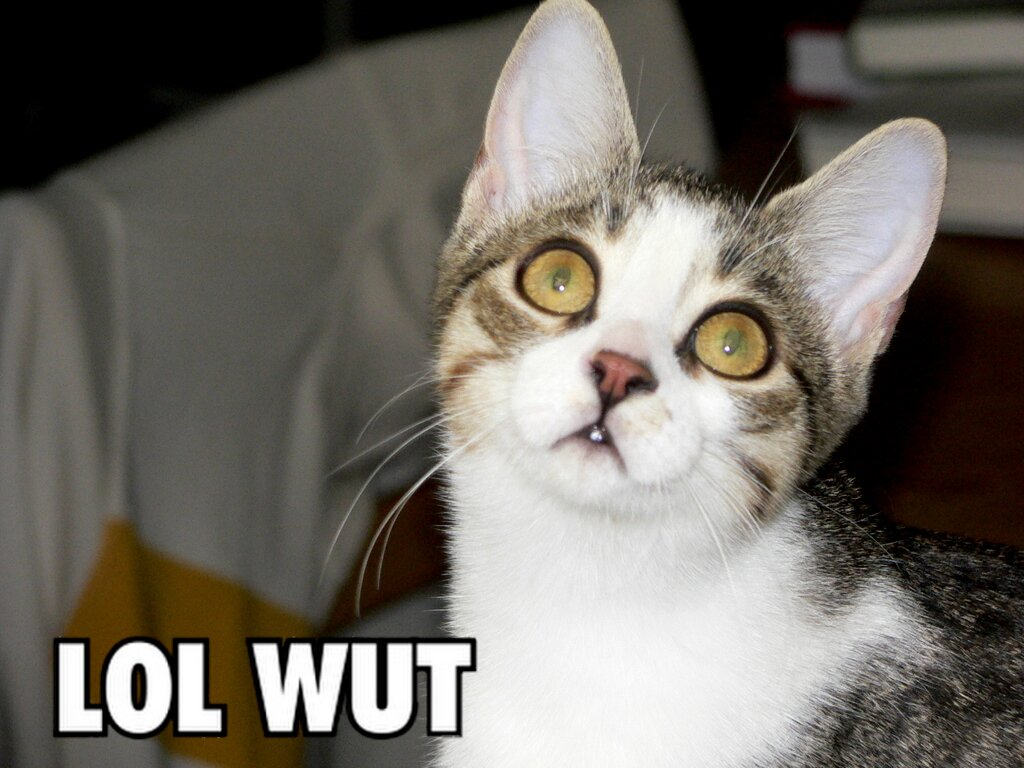
Un Lolcat usando el acrónimo LOL.

LOL es un acrónimo en inglés que significa Laughing out loud, o Laugh out loud, traducido como ‘reírse en voz alta’ (es decir, ‘reírse a carcajadas’), ‘muerto de risa’, ‘reírse mucho’ o ‘muchas risas’. La palabra en sí es propia del argot internauta muchas veces visible en foros, así como en mensajes de texto de teléfonos móviles y demás ámbitos no formales. A veces se le añade el sufijo-azo, Lolazo, para demostrar asombro. 
Fue utilizada históricamente en Usenet, pero ahora está muy extendida en otras formas de comunicación mediante ordenador, e incluso en comunicación cara a cara. Es una de las muchas siglas para expresar las reacciones corporales con letras; en este caso, la risa. 
Gramaticalmente, es un «neologismo»: una palabra que va siendo usada cada vez más, pero que aún no integra la lengua española.